# Kiro Urdin
 (avril 2018).
Si vous disposez d'ouvrages ou d'articles de référence ou si vous connaissez des sites web de qualité traitant du thème abordé ici, merci de compléter l'article en donnant les références utiles à sa vérifiabilité et en les liant à la section « Notes et références ».
Kiro Urdin (en macédonien : Киро Урдин), né le 12 mai 1945 à Strumica en Macédoine, est un artiste, peintre, sculpteur et réalisateur macédonien, fondateur du mouvement artistique dit du Planetarism.
Il est membre de l'Académie macédonienne des Sciences et des Arts. Le mouvement planetarism s'est fait connaitre au travers de trois œuvres de référence : Planetarium de Kiro Urdin, le ballet Planétarium de Debbie Wilson et le film éponyme produit pour l'Organisation des Nations unies lors du 60e anniversaire de l'organisation. 

## Biographie
Kiro Urdin est né le 12 mai 1945 sous le nom de Mihail Urdinov (macédonien: Михаил Урдинов) à Makedonka (Македонка). Il est le plus jeune de 5 enfants : 4 frères (dont Kostadin, 1930 ; Dragan, 1932, écrivain ; Vasil, 1935, innovateur, sculpteur, galeriste et propriétaire de restaurant ; et une sœur, Katarina, 1941[réf. nécessaire]).
Diplômé de l'Université de Belgrade, École de Droit en 1969, Kiro Urdin voulait être avocat. De 1971-1973, il travaille en tant que journaliste.
En octobre 1973, il s'installe à Paris et exerce le métier de peintre pour les touristes. C'est à ce moment qu'il décide de faire de la peinture de sa vie. Par la suite, il s'inscrit à l'Académie des Arts Plastiques de Paris, puis en 1977, il est diplômé de l'École de Cinéma.
De 1982 à 1984, il a travaillé comme peintre indépendant en France, aux États-Unis, au Japon, en Suisse, en Suède, au Mexique, en Belgique, à Porto Rico, aux  Philippines et à Taïwan.
Peintre professionnel depuis 1985, il est connu pour son art contemporain depuis 1986. Son art a été présenté dans différentes villes telle que Yokohama, Los Angeles, Londres, Stockholm et Bratislava.
Son œuvre la plus célèbre à ce jour est Planétarium, une huile sur toile de 48 mètres carrés, première toile transportée et réalisée dans plusieurs pays le monde. En 1988, Kiro est allé à New York et à Hollywood pour poursuivre son film Ambitions. Là, il réalise quatre films, dont L'Art de Kiro Urdin.

### ProjetPlanétarium

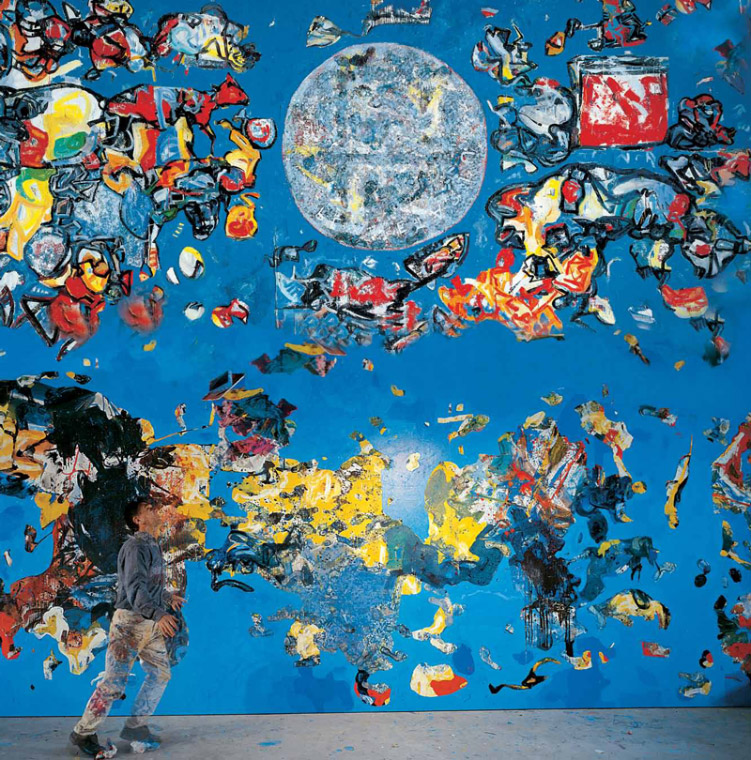
Kiro Urdin avec ses 48 mètres carrés de peinture, de Planétarium

En 1996, Kiro entreprend un voyage épique à travers le monde, avec l'idée de créer la première peinture depuis les quatre coins du monde.
Son idée est d'intégrer un morceau de tous les endroits qu'il a visités, afin de produire une œuvre symbolisant « le monde en une unité indivisible »[réf. nécessaire]. Il lui a fallu deux ans et plus d'une trentaine de lieux, des grands centres urbains jusqu'aux sites de l'époque antique (le Mur des Lamentations à Jérusalem et le Tombeau de Jésus), à New York, le Mur de Berlin, Nerezi, Ohrid, Bruxelles, Knokke-le-Zoute, Bruges, Paris, Rome, Pompéi, Pise, le Canal de Suez, Londres, Stonehenge, Athènes, Cap Sounion, le Nil, les Pyramides de Gizeh, le Kenya (Masai Mara), Machu Picchu, Cuzco, Bangkok, Pékin (la Cité Interdite) et la Grande Muraille de Chine, Tokyo, Kamakura, le Mont Saint-Michel, Nuenen et Eindhoven.
Le résultat du travail de ce voyage de deux ans a été la réalisation de 48 m2 d'une peinture à l'huile à laquelle il a donné le nom de Planetarium.
Une équipe de tournage a été embauchée pour faire un documentaire de cette prouesse artistique. Un film documentaire intitulé Planetaruim a par la suite été produit. Réalisé par Ivan Mitevski, celui-ci gagne le prix du Meilleur Documentaire au New York International Film Indépendant and Documentaire Festival en 2005.
Une monographie avec des photos prises pendant le voyage de deux ans par Marin Dimevski a été publiée en même temps que le film.
La peinture a été offerte gracieusement au Danubiana Meulensteen Musée d'Art de Bratislava.

### Collaboration avec la chorégraphe Debbie Wilson
Après avoir vu la peinture, la chorégraphe Debbie Wilson a approché Kiro et lui a proposé d'étendre l'idée du Planétarium par le biais d'un nouveau moyen, la danse.
Le compositeur macédonien Venko Serafimov a composé la musique pour ce ballet. Le corps de ballet est composé de huit danseurs de la troupe de Wilson, de danseurs d'une compagnie de danse contemporaine de Toronto et de sept danseurs de la formation classique macédonienne du Théâtre National.
Dans une interview pour l'Instant Toronto, Debbie Wilson admet que ce type de configuration a été un cauchemar logistique.
Finalement la Danse du Planétarium a été produite au Toronto Dance Theater, au Canada, puis elle a tourné à Ohrid, à Skopje, à Chicago, à Ankara ainsi que lors de la commémoration des 60 ans de l'organisation des Nations unies.

## Filmographie
[réf. nécessaire]
| Année | Film                                                 | Directeur                 | Auteur        | Détails                                          | Notes                        |
| ----- | ---------------------------------------------------- | ------------------------- | ------------- | ------------------------------------------------ | ---------------------------- |
| 1971  | Pishta                                               | Oui                       | Oui           | Film 35 mm, 12 min, Osmosa Production            |                              |
| 1994  | Je vous aime, Iban                                   | Oui                       | Oui           | Film 16mm, 25 min, MRTV Production               | Directeur de la photographie |
| 1998  | L'art de Kiro Urdin                                  | Ivan Mitevski             | Ivan Mitevski | Film 16 mm, 20 min, MRTV Production              |                              |
| 1998  | Planétarium                                          | Kiro Urdin, Ivan Mitevski | Oui           | Film 35 mm, 57 min, Kiro Urdin & MRTV Production | Apparaissant comme lui-même  |
| 2002  | Dogona                                               | Oui                       | Oui           | Film 16mm, 26 min, Osmosa Production             |                              |
| 2004  | Debbie Wilson et le Planétarium                      | Oui                       | Oui           | Film 16 mm, 35 min, Osmosa Production            |                              |
| 2005  | Kiro Urdin à Guy Peters Galerie, Saint-Paul-de-Vence | Ivan Mitevski             | Ivan Mitevski | Plein HD film, 34 min, Osmosa & MRTV Production  | Apparaissant comme lui-même  |
| 2007  | Les chiens et les Trains                             | Oui                       | Oui           | Plein HD film, 34 min, Osmosa Production         |                              |
| 2008  | L'eau et le Feu                                      | Oui                       | Oui           | Plein HD film, 60 min, Osmosa Production         |                              |
| 2011  | Deux Fois                                            | Oui                       | Oui           | Plein HD film, 44 min, Osmosa Production         |                              |
| 2012  | Étapes                                               | Oui                       | Oui           | Plein HD film, 15 min, Osmosa Production         |                              |

## Livres
[réf. nécessaire]
| Année | Livre             | Description               |
| ----- | ----------------- | ------------------------- |
| 1973  | Двојници          | Aphorismes et caricatures |
| 1999  | Planetarisms      | Aphorismes                |
| 2008  | Les conséquences  | Aphorismes                |
| 2008  | Dimensions        | Aphorismes                |
| 2008  | Destins           | Aphorismes                |
| 2009  | Roman             | Poésies                   |
| 2011  | Les crevasses     | Aphorismes                |
| 2011  | Egoisms           | Aphorismes                |
| 2011  | Les irrégularités | Aphorismes                |
| 2012  | Univers           | Aphorismes                |
| 2012  | Paradoxes         | Aphorismes                |
| 2012  | Avant-Gards       | Aphorismes                |
| 2012  | Les Mutants       | Aphorismes                |
| 2012  | Les femmes        | Aphorismes                |
| 2012  | Ami               | Aphorismes                |
| 2012  | Sourires          | Aphorismes                |

## Prix et nominations
Au cours de sa carrière cinématographique, Kiro Urdin a reçu de nombreux prix et nominations,,.
| Année | Titre               | Festival                                                      | Prix                                   | Statut     |
| ----- | ------------------- | ------------------------------------------------------------- | -------------------------------------- | ---------- |
| 1998  | Planétarium         | 38e Festival de télévision de Monte-Carlo                     | Meilleur Documentaire                  | Nomination |
| 2005  | Planétarium         | New York International Independent Film and Video Festival    | Meilleur Documentaire                  | Lauréat    |
| 2012  | Planétarium         | Vaasa Caractère International Film Festival                   | Terranova Artistique Prix              | Lauréat    |
| 2008  | L'eau et le Feu     | Festival International Du Film De Jahorina                    | Grand Prix                             | Lauréat    |
| 2009  | L'eau et le Feu     | New York International Independent Film and Video Festival    | Meilleur Réalisateur d'un Documentaire | Lauréat    |
| 2009  | L'eau et le Feu     | New York International Independent Film and Video Festival    | Meilleure Cinématographie              | Lauréat    |
| 2009  | L'eau et le Feu     | Festival Du Film Européen De La Vague Verte                   | Grand Prix                             | Lauréat    |
| 2009  | L'eau et le Feu     | Festival International Du Film D'Ohrid                        | Grand Prix                             | Lauréat    |
| 2005  | Dogona              | Rose Dor                                                      | Sélection officielle                   |            |
| 2012  | Dogona              | Festival Du Film Européen De La Vague Verte                   | Prix Spécial Du Jury                   | Lauréat    |
| 2012  | Deux Fois           | Chine International des Animaux et de la Nature Film Festival | Meilleur Environnement Naturel De Film | Lauréat    |
| 2012  | Deux Fois           | Vaasa Caractère International Film Festival                   | L'Ostrobotnie Australis Prix           | Nomination |
| 2018  | Film Live and death | Remis lors du See festival                                    | Prix Frederic Rossif .                 | Lauréat    |